# Cuon alpinus
Il cuon alpino (Cuon alpinus Pallas, 1811), detto anche cane rosso, cane selvatico asiatico o semplicemente cuon, è un canide lupino originario dell'Asia Centrale, meridionale e sudorientale. È strettamente imparentato con i canidi del genere Canis, ma presenta alcune caratteristiche distintive: il cranio ha un profilo concavo, manca del terzo molare inferiore e i molari superiori hanno una sola cuspide, invece di due o quattro come negli altri canidi. Durante il Pleistocene, il cuon aveva un areale molto più vasto, che comprendeva gran parte dell'Eurasia e del Nord America, ma questo si ridusse all'attuale distribuzione tra 12 000 e 18 000 anni fa.
Il cuon è un animale altamente sociale, che vive in grandi clan caratterizzati da una struttura relativamente egualitaria e dalla presenza di più femmine riproduttive. Questi clan sono composti generalmente da una dozzina di individui, sebbene siano stati osservati gruppi fino a quaranta esemplari. È un cacciatore sociale diurno, che predilige ungulati di taglia medio-grande come prede principali. Nelle foreste tropicali, il cuon condivide l'habitat con tigri e leopardi, evitando conflitti diretti grazie alla predazione su diverse tipologie di prede.
La IUCN classifica il cuon come specie in pericolo, con una popolazione stimata in meno di 2500 individui adulti. Le principali minacce alla sua sopravvivenza includono la distruzione dell'habitat, la riduzione delle prede disponibili, la competizione con altri predatori e le malattie trasmesse dai cani domestici.

## Etimologia
Oltre a "cuon", questo animale è conosciuto con molti altri nomi, tra cui "dhole", "colsun", "buansu" e "adjag". Il nome "cuon" deriva dal greco antico κύων (kyon), che significa "cane", mentre l'origine etimologica di "dhole" rimane incerta.
La prima menzione scritta del termine "dhole" risale al 1808, quando il soldato britannico Thomas Williamson descrisse l'animale in un resoconto sul distretto di Ramgarh, affermando che gli abitanti locali lo chiamassero così. Nel 1827, Charles Hamilton Smith propose che la parola derivasse da una lingua parlata in "varie zone dell'Oriente". Due anni dopo, Smith suggerì un collegamento con il turco deli (folle, pazzo) e lo associò erroneamente al termine anglosassone dol e all'olandese dul, che derivano invece dal protogermanico dwalaz (stupido, cretino).
Quasi 80 anni dopo, Richard Lydekker affermò che il termine "dhole" non era usato dagli indigeni dell'areale della specie. Secondo il dizionario Merriam-Webster, il nome potrebbe invece derivare da tōḷa, una parola della lingua kannada che significa "lupo".

## Scoperta, storia e tassonomia

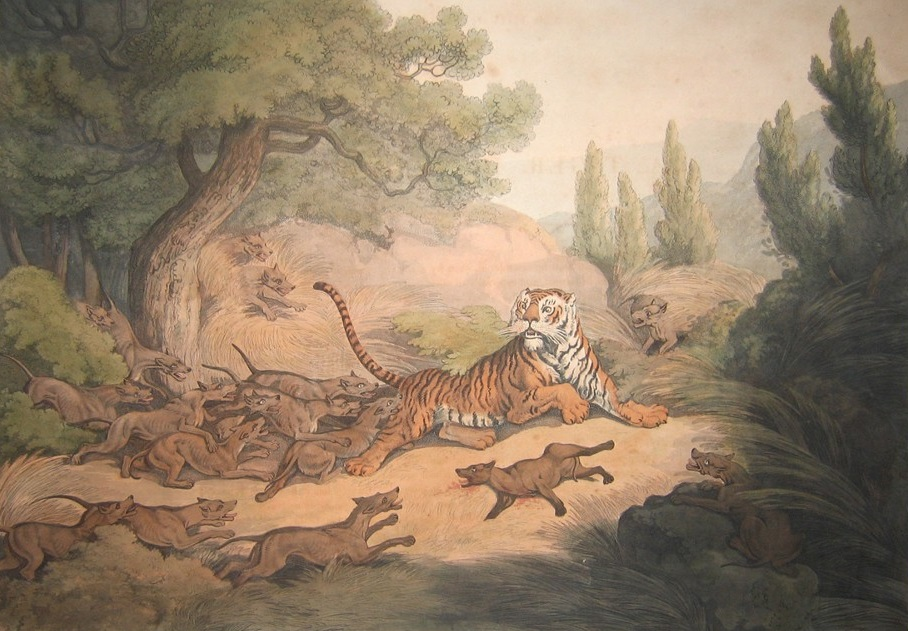
Tigre braccata da cani selvatici (1807) di Samuel Howitt. Questo rappresenta uno delle prime illustrazioni della specie, sebbene prenda troppo alla lettera le descrizioni di Thomas Williamson, che la paragonò a un cane pariah.

Il primo documento attestante l'esistenza del cuon risale al 1794 e fu redatto dall'esploratore Pesteref, che osservò l'animale durante i suoi viaggi nell'Estremo Oriente russo. Lo descrisse come un predatore sociale, simile allo sciacallo dorato, che si nutriva di stambecchi alpini. Nel 1811, Peter Pallas gli attribuì il nome binomiale Canis alpinus, indicando che il suo areale includeva la regione settentrionale di Udskoi Ostrog (nell'attuale Oblast' dell'Amur), il lato orientale del fiume Lena e i dintorni dell'Enisej, estendendosi occasionalmente oltre il confine cinese. Questo areale settentrionale era molto più ampio e a nord rispetto a quello attuale della specie.
Il naturalista britannico Brian Hodgson propose inizialmente il nome binomiale Canis primaevus, ritenendo il cuon il progenitore del cane domestico. In seguito, riconoscendo le differenze fisiche rispetto agli altri membri del genere Canis, assegnò al cuon il nome generico Cuon, separandolo dal genere Canis.

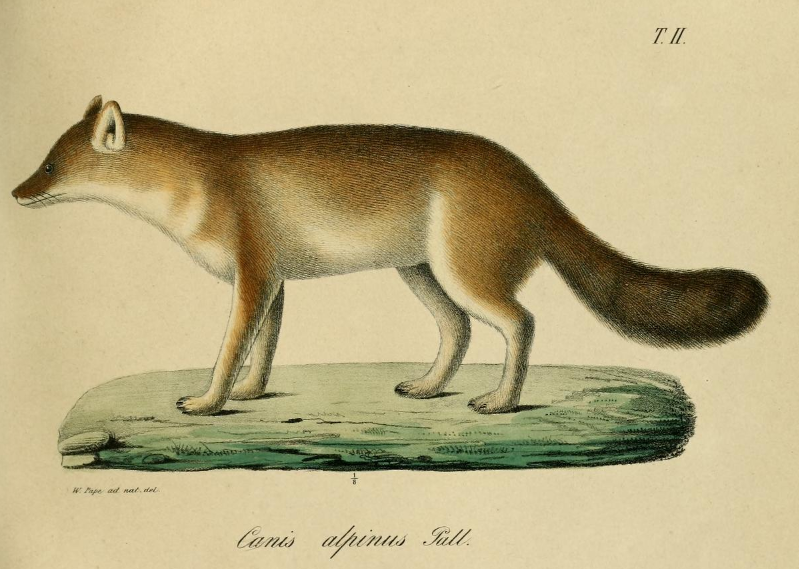
Illustrazione (1859) di Leopold von Schrenck, uno delle prime rappresentazioni affidabili della specie, basato su una pelliccia che l'autore comprò nel villaggio di Dšare presso l'Amur

Il primo studio sull'origine della specie fu condotto dal paleontologo Erich Thenius, che concluse che il cuon discendesse da un antenato simile allo sciacallo dorato, apparso dopo il Pleistocene. Il membro più antico del genere Cuon noto finora è C. majori, risalente al Villafranchiano in Cina. Questo antenato possedeva ancora molte caratteristiche condivise con i canidi del genere Canis, ma durante lo Ioniano inferiore perse l'ultimo molare inferiore, evolvendo verso la forma moderna durante lo Ioniano superiore. In questa fase, il cuon sviluppò molari ridotti con cuspidi taglienti, una caratteristica distintiva rispetto ai suoi predecessori. I cuon dello Ioniano superiore erano simili agli esemplari moderni, sebbene avessero dimensioni maggiori, paragonabili a quelle del lupo grigio.
Durante l'ultimo periodo glaciale, il cuon si estinse in gran parte del suo areale europeo, ma sopravvisse fino all'Olocene inferiore nella penisola iberica e nel Riparo Fredian, nell'Italia settentrionale. Il suo vasto areale pleistocenico comprendeva numerose isole asiatiche, oggi prive della specie, tra cui Sri Lanka, Borneo e probabilmente Palawan. Resti fossili rinvenuti in Beringia e in Messico suggeriscono inoltre che il cuon abbia vissuto anche nel Nordamerica.

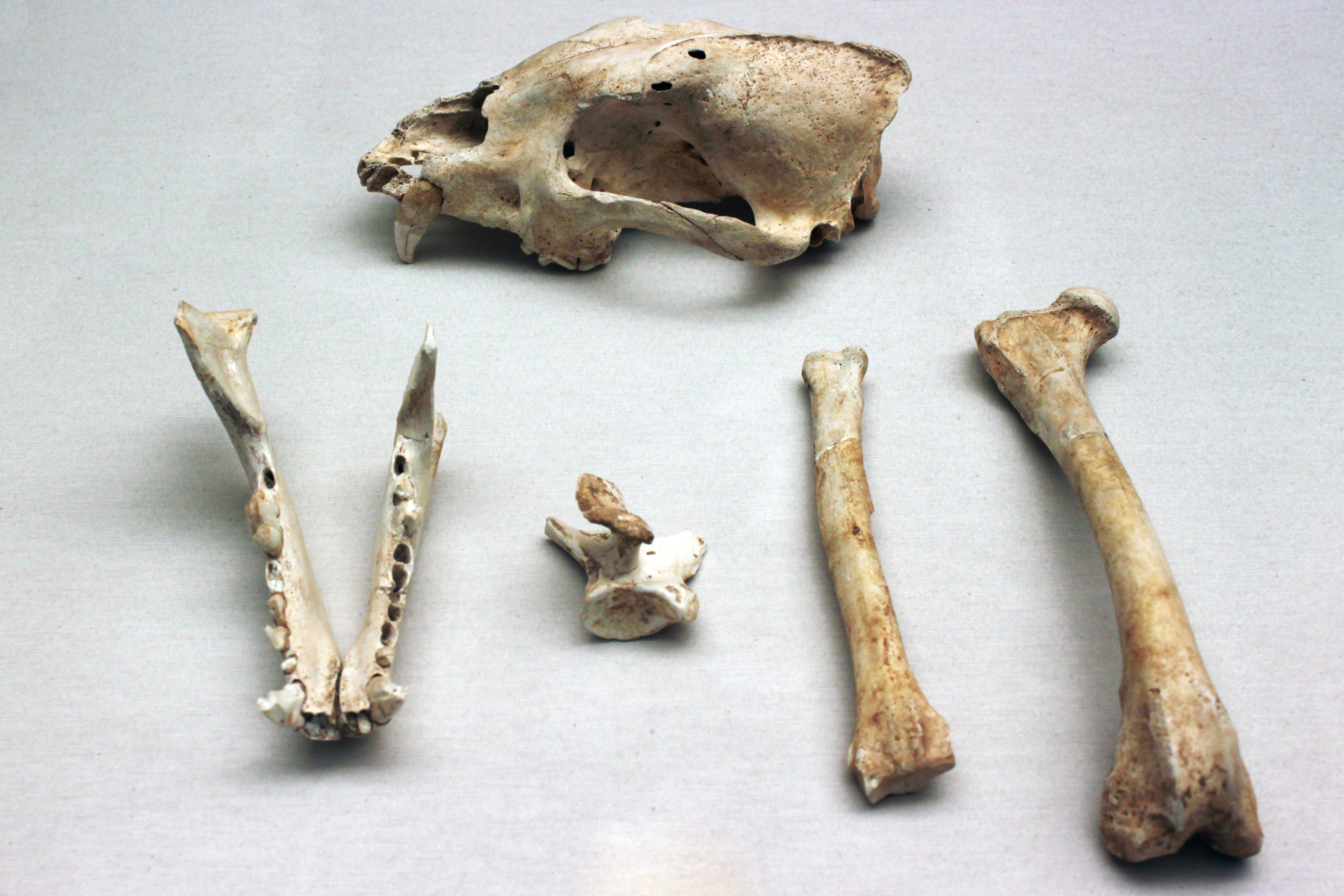
Ossa di un cuon europeo trovate nella Cova Negra de Játiva vicino a Valencia, risalenti all'ultimo periodo glaciale.

La particolare morfologia del cuon ha generato incertezze sulla sua collocazione sistematica tra i canidi. George Simpson lo inserì nella sottofamiglia Simocyoninae insieme al licaone e allo speoto, basandosi su somiglianze dentali. Tuttavia, studi successivi hanno dimostrato che il cuon condivide più caratteristiche con i membri del genere Canis che con il licaone o lo speoto, e che le somiglianze con questi ultimi sono il risultato di un'evoluzione convergente.
Un'analisi genomica dei canidi ha confermato che il cuon e il licaone sono più strettamente imparentati con lupi grigi, coyote, lupi africani, sciacalli dorati e lupi etiopi, piuttosto che con sciacalli dalla gualdrappa e striati, considerati più filogeneticamente basali. La parentela con il genere Canis potrebbe essere confermata da un accoppiamento documentato in una ménagerie di Madras, in cui un cuon si accoppiò con uno sciacallo dorato, secondo il resoconto dello zoologo Reginald Pocock.
|  | Licaone                                                                 |
|  |                                                                         |
|  | \| \| Cuon alpino \| \| \| \| \| \| Lupi, cani, coyote ecc. \| \| \| \| |
|  |                                                                         |
|  | Cuon alpino                                                             |
|  |                                                                         |
|  | Lupi, cani, coyote ecc.                                                 |
|  |                                                                         |

|  | Cuon alpino             |
|  |                         |
|  | Lupi, cani, coyote ecc. |
|  |                         |

|  | Licaone                                                                 |
|  |                                                                         |
|  | \| \| Cuon alpino \| \| \| \| \| \| Lupi, cani, coyote ecc. \| \| \| \| |
|  |                                                                         |
|  | Cuon alpino                                                             |
|  |                                                                         |
|  | Lupi, cani, coyote ecc.                                                 |
|  |                                                                         |

|  | Cuon alpino             |
|  |                         |
|  | Lupi, cani, coyote ecc. |
|  |                         |

### Sottospecie
Storicamente, furono riconosciute fino a 10 sottospecie di cuon, basate principalmente su differenze morfologiche e geografiche. Tuttavia, studi più recenti e analisi genetiche hanno portato a una revisione di questa classificazione. Attualmente, la terza edizione di Mammal Species of the World (MSW3) riconosce ufficialmente solo tre sottospecie valide.
| Sottospecie       | Immagine | Autorità                    | Nome comune        | Descrizione                                                                  | Areale                                                                                                   | Sinonimi |
| ----------------- | -------- | --------------------------- | ------------------ | ---------------------------------------------------------------------------- | --- | --- |
| C. a. alpinus     |          | Pallas, 1811                | Cuon rutilano      | Sottospecie di grandi dimensioni, con manto rosso intenso e cranio snello.   | Estremo Oriente russo, Mongolia, Cina, Nepal, subcontinente indiano, Bhutan, Birmania, Indocina e Giava. | adustus (Pocock, 1941), antiquus (Matthew & Granger, 1923), clamitans (Heude, 1892), dukhunensis (Sykes, 1831), fumosus (Pocock, 1936), grayiformis (Hodgson, 1863), infuscus (Pocock, 1936), javanicus (Desmarest, 1820), laniger (Pocock, 1936), lepturus (Heude, 1892), primaevus (Hodgson, 1833), rutilans (Müller, 1839) |
| C. a. hesperius   |          | Afanasjev e Zolotarev, 1935 | Cuon del Tien Shan | Più piccolo di C. a. alpinus, con un manto più chiaro e un cranio più largo. | Monti Altaj, Tien Shan e probabilmente Pamir e Kashmir                                                   | jason (Pocock, 1936) |
| C. a. sumatrensis |          | Hardwicke, 1821             | Cuon di Sumatra    | Sottospecie con pelo corto e ispido, senza borra, e piedi quasi neri.        | Sumatra, Giava, Malesia peninsulare                                                                      | |

Gli studi sul DNA mitocondriale e sui microsatelliti del cuon indicano l'assenza di distinzioni razziali significative all'interno della specie. Tuttavia, sono stati identificati due gruppi filogeografici distinti nell'entroterra asiatico, che probabilmente si separarono durante un periodo glaciale.
Uno di questi gruppi si estende dall'India meridionale, centrale e settentrionale (a sud del Gange) fino alla Birmania, mentre l'altro comprende popolazioni che vanno dall'India settentrionale, a nord del Gange, fino all'India nordorientale, alla Birmania, alla Thailandia e alla penisola malese.
L'origine dei cuon presenti a Sumatra e Giava rimane incerta. Questi esemplari sono geneticamente più vicini alle popolazioni di India, Birmania e Cina che a quelle della Malesia. In assenza di ulteriori dati, i ricercatori ipotizzano che i cuon di Sumatra e Giava possano essere stati introdotti su queste isole dall'uomo.

## Descrizione

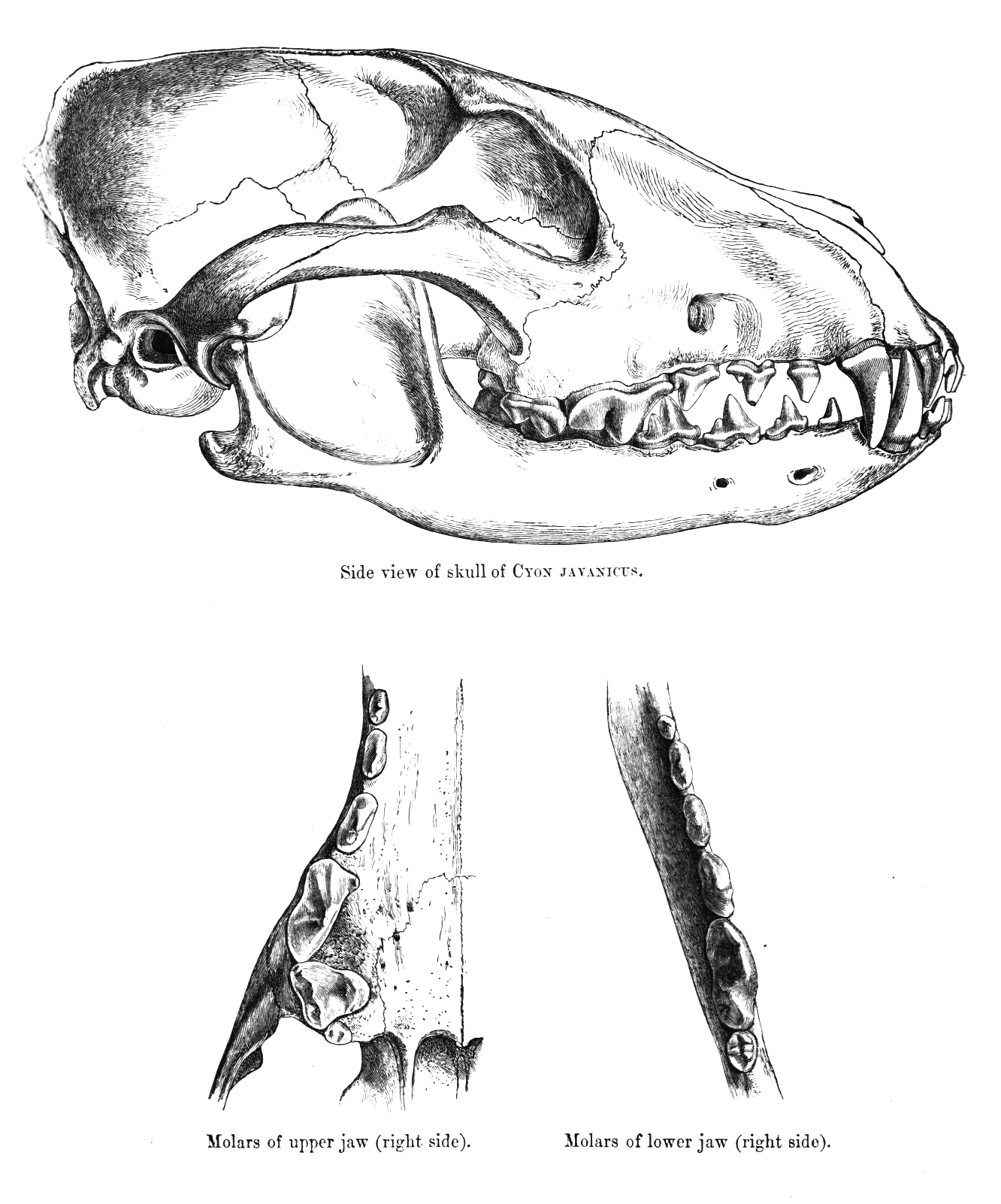
Teschio e molari, illustrazione di St. George Mivart (1890).

Il cuon è stato descritto come una combinazione tra il lupo grigio e la volpe rossa, ma presenta anche caratteristiche feline, come la schiena lunga e gli arti snelli. Il cranio è largo e robusto, con una cresta sagittale ben sviluppata, e i masseteri sono particolarmente potenti rispetto ad altri canidi, conferendo al muso un aspetto simile a quello di una iena. Il rostro è più corto rispetto a quello del cane e di altri canidi, e la specie possiede sei molari inferiori invece di sette. I molari superiori sono meno robusti rispetto a quelli del lupo, avendo una sola cuspide, un adattamento che migliora l'efficacia nel tagliare la carne, facilitando la competizione con altri predatori per le carcasse.
Gli adulti pesano in media 18 kg, mentre le femmine sono circa 4,5 kg più leggere. L'altezza al garrese varia tra i 43 e i 56 cm, mentre la lunghezza corporea si aggira intorno ai 91 cm. Come il licaone, il cuon ha orecchie arrotondate anziché appuntite ed è dotato di 6-7 paia di mammelle, occasionalmente fino a otto.
Il cuon ha un tono generale di pelliccia rossiccio, con sfumature più intense durante l'inverno. Nel manto invernale, la schiena presenta un colore rosso ruggine con sfumature brunastre su testa, collo e spalle. La gola, il torace, i fianchi e l'addome sono giallastri, mentre le parti inferiori degli arti sono biancastre, con segni scuri sulle zampe anteriori. Il muso e la fronte sono grigio-rossicci, e la coda, folta e pelosa, è di un colore rosso ocra con una punta marrone scura. In estate, il manto diventa più corto, ispido e scuro. I peli di guardia laterali e dorsali degli adulti misurano 2–3 cm. Negli zoo, come quello di Mosca, i cuon fanno la muta una volta all'anno, tra marzo e maggio.
Il cuon emette una varietà di suoni per comunicare. È noto per i suoi fischi, simili ai richiami della volpe rossa e descritti come coo-coo, utilizzati probabilmente per coordinare i movimenti del clan nelle foreste fitte. Questo suono unico, nonostante le corde vocali del cuon siano simili a quelle della volpe rossa, rimane un mistero. Durante l'attacco a una preda, il cuon emette un grido stridulo descritto come KaKaKaKAA. Altri suoni includono gemiti (per richiedere cibo), ringhi (per minacciare), urla e schiamazzi (richiami d'allarme), oltre a guaiti. A differenza dei lupi, i cuon non ululano né abbaiano.
I cuon utilizzano un linguaggio del corpo complesso per comunicare. I saluti amichevoli o sottomissivi sono accompagnati da leccate, retrazione delle labbra e abbassamento della coda. Nei giochi, si inchinano, aprono la bocca con le labbra retratte e mantengono la coda alta. I cuon aggressivi corrugano le labbra in un ringhio, alzano i peli del dorso e tengono la coda orizzontale o verticale. In situazioni di paura, ritraggono le labbra, abbassano le orecchie e tengono la coda tra le zampe.

## Ecologia e comportamento
(Alfred Edmund Brehm)

### Comportamento e territorialità

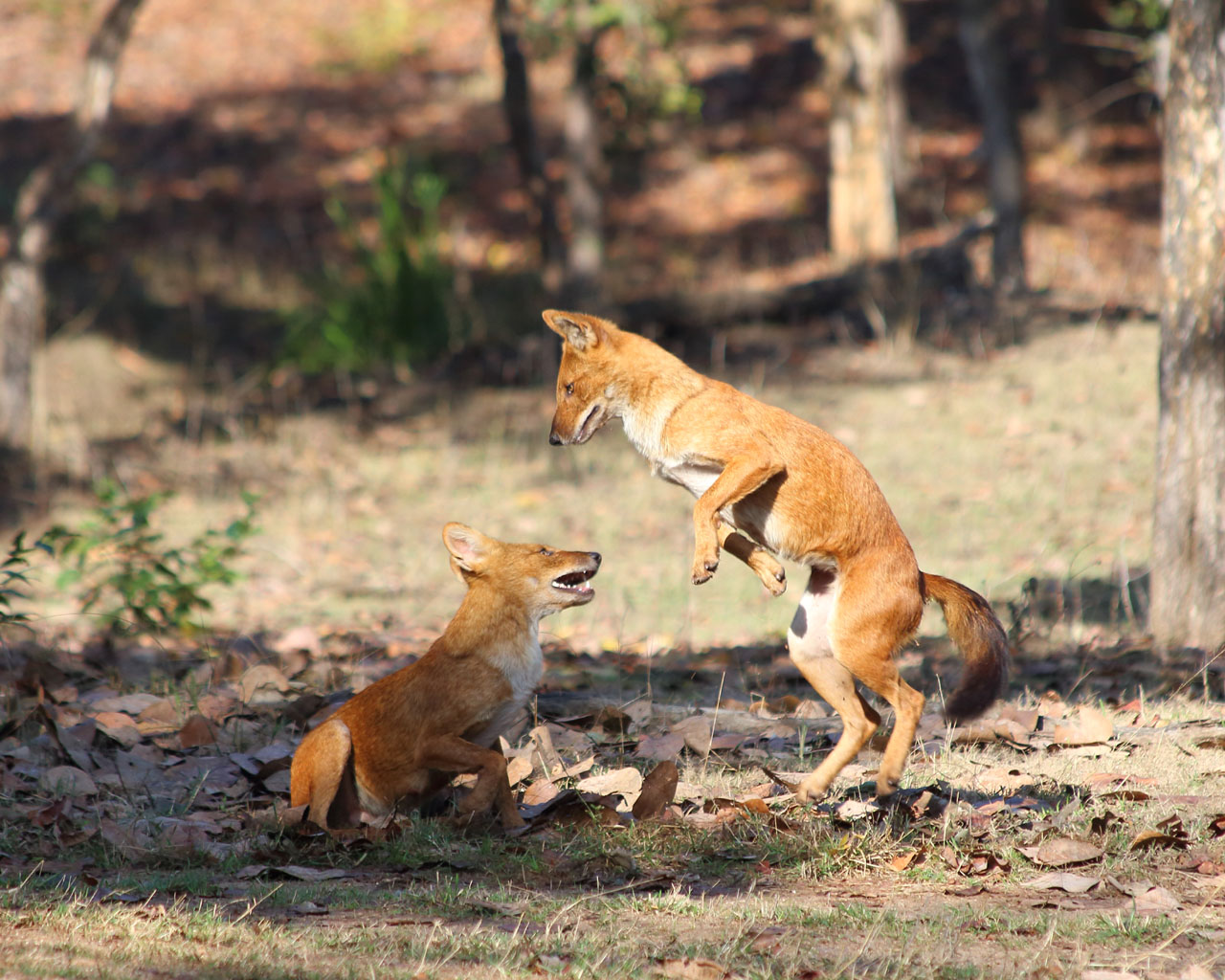
Cuon nell'atto di giocare, Pench Tiger Reserve.

Come già accennato, il cuon non presenta rigide gerarchie sociali, a differenza del lupo grigio. Questa caratteristica è attribuita alla minore pressione stagionale legata alla scarsità di cibo. Per questo motivo, il comportamento sociale del cuon è più simile a quello del licaone.
Un gruppo di cuon è definito "clan" anziché "branco", poiché i clan non cacciano sempre insieme. In primavera, ad esempio, tendono a dividersi in piccoli gruppi di 3-5 esemplari, un numero ottimale per catturare giovani ungulati. È difficile identificare un capobranco nei clan di cuon, poiché non assumono posture di dominanza come i lupi, anche se i membri subordinati manifestano segnali di sottomissione. Le lotte interne al clan sono rare.
Il cuon è molto meno territoriale rispetto al lupo e i membri di un clan, una volta raggiunta la maturità sessuale, possono unirsi facilmente a un altro clan senza conflitti. In India, i clan sono generalmente composti da 5-12 individui, mentre in Thailandia difficilmente superano i tre membri.
A differenza di altri canidi, non ci sono prove che i cuon utilizzino l'urina per marcare il territorio. Quando urinano, specialmente i maschi, alzano entrambe le zampe posteriori, assumendo una posizione quasi verticale con la testa rivolta verso il basso. Questo comportamento è stato osservato anche negli speoti. La defecazione non sembra avere una funzione di delimitazione territoriale: le feci vengono depositate in latrine all'interno del territorio piuttosto che lungo i confini. Inoltre, i cuon non grattano il terreno per diffondere il loro odore, come fanno altri canidi.

### Tane
Il cuon utilizza quattro tipi principali di tane:
- tana semplice di terriccio con una sola entrata: spesso si tratta di tane abbandonate, ristrutturate, precedentemente appartenute a iene striate o istrici;
- tana cavernosa complessa con più entrate: include passaggi multipli e collegamenti interni;
- tana semplice scavata sotto o tra le rocce: meno elaborata, ma ben protetta;
- tana cavernosa complessa interconnessa con altre tane: una struttura articolata che può includere numerose entrate e corridoi.

Le tane si trovano generalmente in aree di boscaglia fitta o lungo le rive di fiumi prosciugati. L'ingresso di alcune tane può essere verticale, con un'improvvisa discesa di circa 1,5 metri. Il tunnel conduce a un'anticamera da cui si diramano diversi passaggi. Alcune tane presentano fino a sei ingressi e corridoi collegati che possono estendersi per 30 metri. Queste "città" sotterranee vengono spesso ampliate nel corso di più generazioni di cuon e sono utilizzate principalmente dalle femmine del clan, che collaborano nella cura della prole.
Come i licaoni e i dingo, i cuon evitano di abbattere le prede in prossimità delle loro tane, probabilmente per non attirare predatori o spazzini vicino ai cuccioli.

### Riproduzione e sviluppo

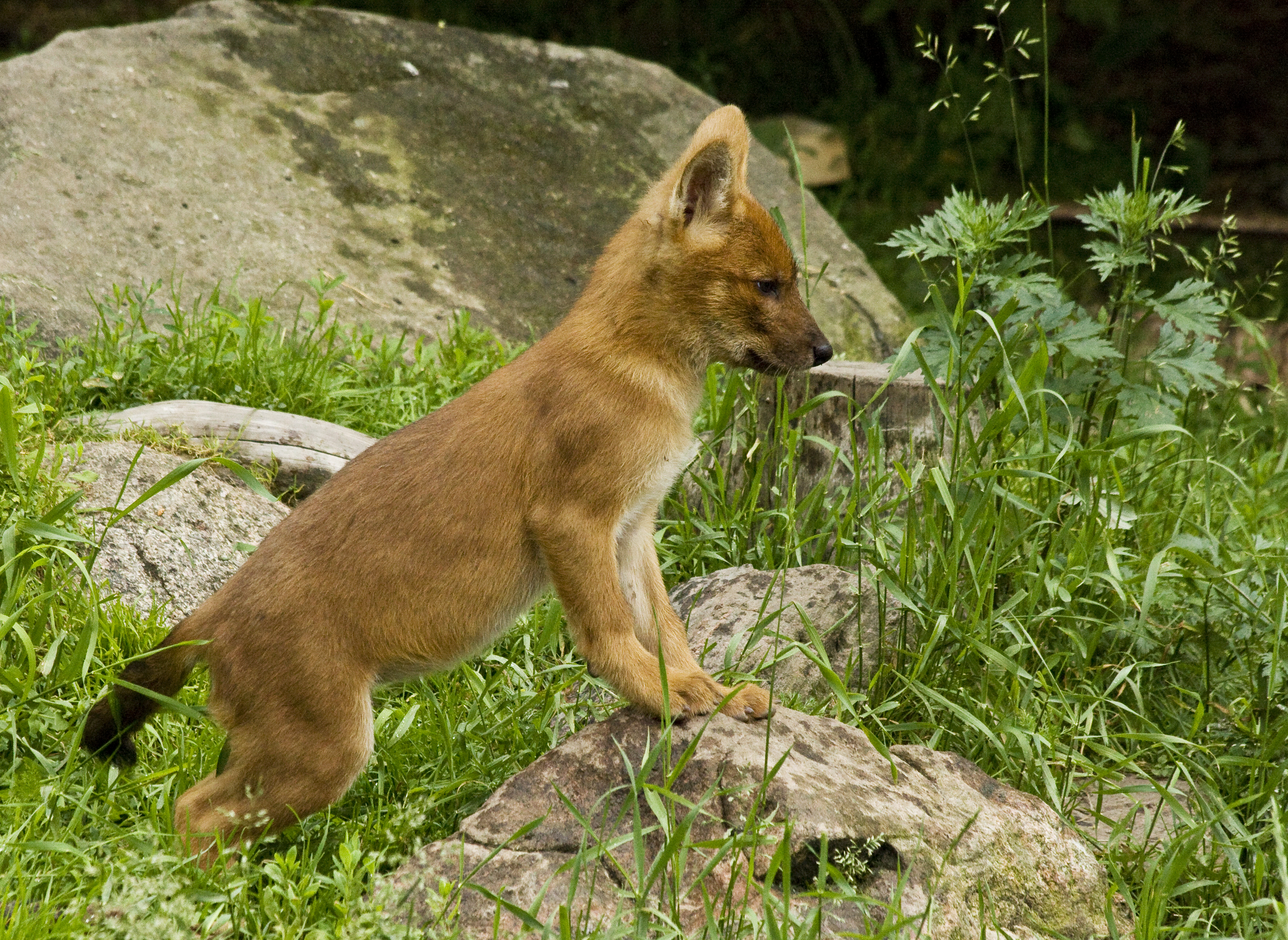
Cucciolo, Kolmården Wildlife Park.

In India, la stagione degli amori dei cuon si svolge tra ottobre e gennaio, mentre nello zoo di Mosca si riproducono solitamente in febbraio. A differenza dei branchi di lupi, un clan di cuon può includere più femmine riproduttive, che spesso condividono la stessa tana per accudire insieme le rispettive cucciolate.
Durante l'accoppiamento, la femmina assume una postura accovacciata, simile a quella di un felino. Contrariamente ad altre specie di canidi, il maschio non rimane attaccato alla femmina dopo la monta; invece, i due si sdraiano sui fianchi, formando una formazione semicircolare.
La gestazione dura 60-63 giorni e le cucciolate consistono generalmente in 4-6 cuccioli. La crescita dei cuccioli è più rapida rispetto a quella dei lupi ed è paragonabile a quella dei coyote. I cuccioli vengono allattati per almeno 58 giorni, durante i quali la madre viene nutrita dal clan direttamente nella tana. Con l'inizio dello svezzamento, gli adulti rigurgitano il cibo per i piccoli, fino a quando questi non sono in grado di cacciare autonomamente.
I cuccioli rimangono nella tana per 70-80 giorni. All'età di sei mesi iniziano a seguire gli adulti durante la caccia, partecipando all'abbattimento di prede di grandi dimensioni, come i sambar. In cattività, i cuon possono vivere fino a 15-16 anni.

### Comportamenti venatori

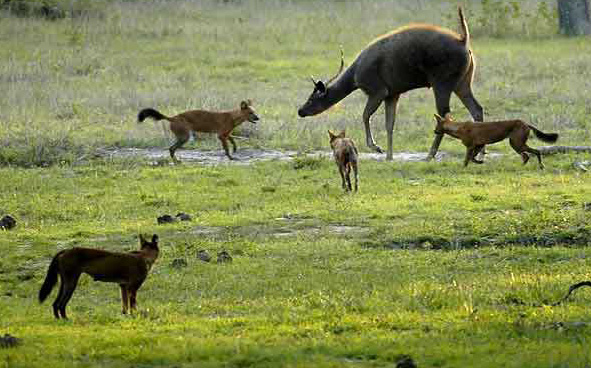
Cuon attaccano un sambar, parco nazionale di Bandipore.

Prima di una battuta di caccia, i membri del clan si annusano, si strofinano i corpi e si montano reciprocamente, sia etero che omosessualmente. Il cuon è un cacciatore prevalentemente diurno, attivo soprattutto nelle prime ore del mattino. Caccia raramente di notte, generalmente solo durante la luna piena, suggerendo che la vista giochi un ruolo importante nella localizzazione delle prede. Sebbene non sia veloce quanto lo sciacallo o la volpe, il cuon è un corridore resistente, capace di inseguire una preda per molte ore.
Durante l'inseguimento, uno o due cuon guidano la caccia, mentre gli altri membri del gruppo mantengono un'andatura più lenta, pronti a subentrare quando i primi si stancano. Tuttavia, la maggior parte degli inseguimenti è breve, raramente supera i 500 metri. Quando inseguono prede veloci, i cuon possono raggiungere una velocità di circa 48 km/h. Spesso spingono le prede verso l'acqua, dove i loro movimenti sono rallentati, facilitandone la cattura.
Quando cacciano prede di grandi dimensioni, i cuon adottano una strategia collaborativa. Uno di loro afferra la preda per il naso, mentre gli altri la tirano per i fianchi e il posteriore, evitando di attaccarla direttamente alla gola. Sono stati osservati, occasionalmente, accecare le prede attaccando gli occhi. Alcune specie, come i capricorni, riescono a difendersi efficacemente contro i cuon, grazie alla pelle spessa, al pelo folto e alle corna affilate, che possono persino ferire i cuon.
I cuon lacerano i fianchi delle prede, sventrandole, e consumano organi vitali come il cuore, il fegato, i polmoni e parti dell'intestino, lasciando generalmente lo stomaco e il rumine intatti. Prede di piccole dimensioni, inferiori ai 50 kg, cedono solitamente entro due minuti, mentre grandi cervi possono resistere fino a quindici minuti prima di soccombere.
Una volta uccisa la preda, i cuon strappano pezzi di carne per mangiarli in solitudine. Diversamente dai lupi, dove la coppia dominante monopolizza le parti migliori della carcassa, i cuon danno priorità ai cuccioli, permettendo loro di nutrirsi per primi. Inoltre, sono generalmente tolleranti nei confronti degli spazzini che si avvicinano alla carcassa.

### Dieta

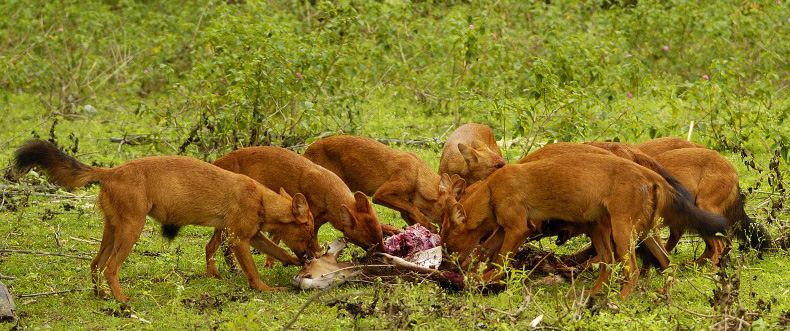
Branco di cuon che si nutrono di un cervo pomellato, Bandipur National Park.

In India, le prede principali dei cuon includono cervi pomellati, sambar, muntjak, tragulidi, barasinga, cinghiali, gaur, bufali d'acqua, banteng, bovini, nilgai, capre, lepri indiane, ratti dell'Himalaya e colobi. In Kashmir cacciano i markhor, mentre in Birmania si concentrano principalmente sui tameng. A Sumatra predano i tapiri dalla gualdrappa, mentre a Giava i sambar dalla criniera.
Nel Tien Shan e nei monti Tarbagatai i cuon si nutrono di stambecchi siberiani, arkhar, caprioli, maral e cinghiali. Nei monti Altaj e Sajany cacciano moschi e renne, mentre nella Siberia orientale predano caprioli, wapiti della Manciuria, cinghiali, moschi e renne. Nel Territorio del Litorale le loro prede principali sono sika e goral. In Mongolia si cibano prevalentemente di argali e, più raramente, di stambecchi siberiani.
A differenza del lupo grigio, il cuon non attacca mai gli esseri umani, comportamento che lo accomuna al licaone. Inoltre, a differenza di molti altri canidi, il cuon non disdegna frutta e verdura. In cattività, è stato osservato consumare erbe e foglie, apparentemente per piacere. Nei Tien Shan, durante l'estate, consumano grandi quantità di rabarbaro di montagna.
Nonostante sia un predatore opportunista, il cuon mostra una certa riluttanza ad attaccare i bovini domestici. Tuttavia, in Bhutan la predazione del bestiame è diventata un problema dagli anni '90, poiché il bestiame viene spesso lasciato libero di pascolare nei boschi per settimane. I bovini custoditi in stalle di notte o pascolati vicino alle abitazioni raramente vengono attaccati. I buoi sembrano essere più vulnerabili rispetti alle vacche, probabilmente perché ricevono meno protezione.

### Nemici e concorrenti

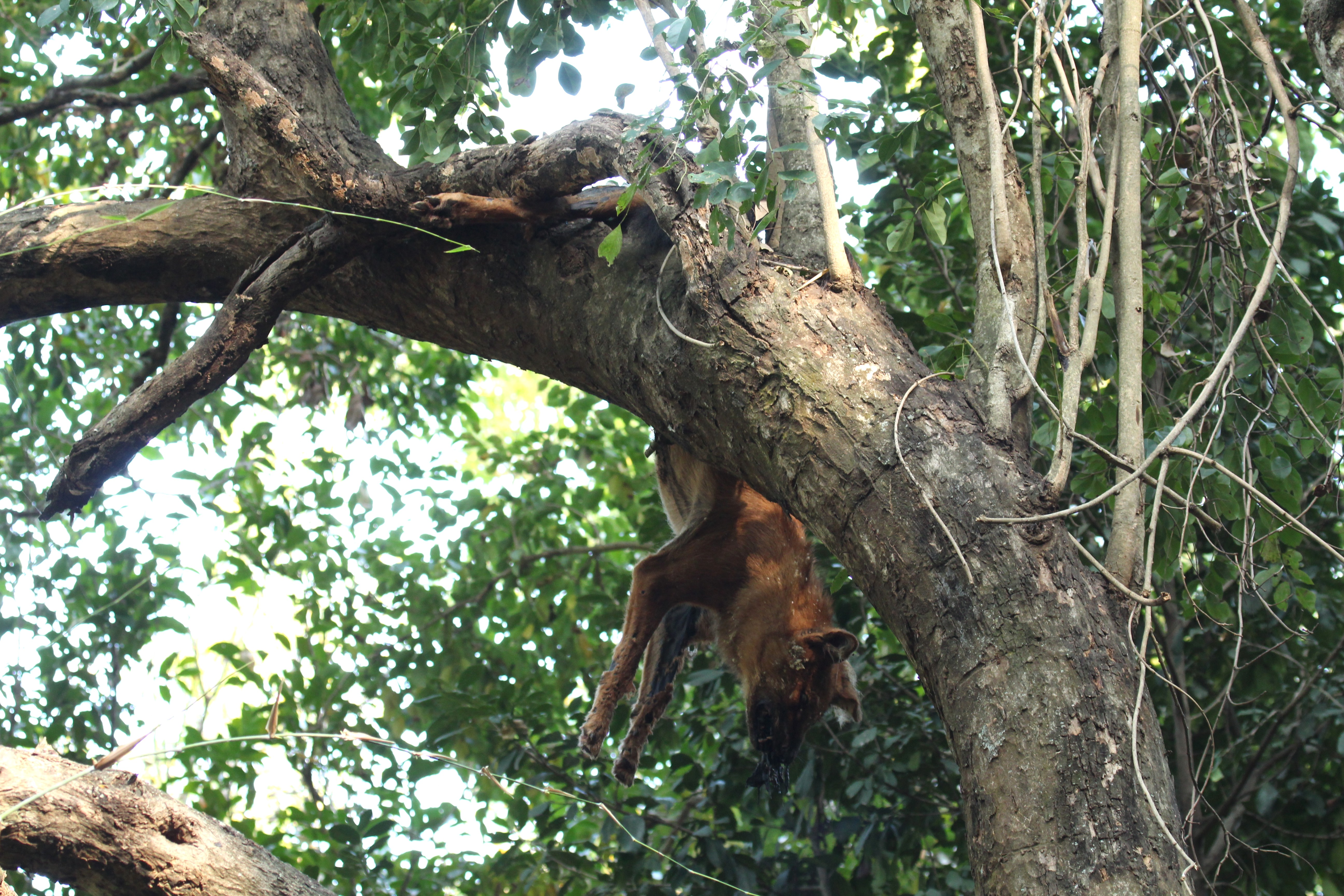
Cuon ucciso e depositato su un albero da un leopardo.

In alcune regioni, i cuon condividono il loro areale con tigri e leopardi. La competizione tra queste specie viene generalmente mitigata attraverso la selezione di diverse categorie di prede, anche se rimane una notevole sovrapposizione alimentare. Cuon e leopardi preferiscono prede di peso compreso tra i 30 e i 175 kg, mentre le tigri tendono a selezionare animali più grandi. Altri fattori, come il sesso, l'arborealità e l'aggressività delle prede, influenzano ulteriormente le scelte. Ad esempio, i cuon attaccano preferenzialmente cervi pomellati maschi, mentre i leopardi sono meno selettivi e le tigri preferiscono prede di maggiori dimensioni. I cuon e le tigri raramente catturano i colobi, che invece sono prede frequenti dei leopardi grazie alla loro abilità sugli alberi. Al contrario, i leopardi sono meno efficaci nella caccia ai cinghiali rispetto ai cuon e alle tigri, a causa della forza e dell'aggressività di questi suini.
Occasionalmente, i cuon sono stati osservati attaccare tigri. In queste situazioni, le tigri cercano rifugio sugli alberi o si posizionano con le spalle a un tronco o a un cespuglio per difendersi, resistendo agli assalti per lunghi periodi prima di tentare una fuga. Le tigri che affrontano direttamente i cuon hanno maggiori probabilità di sopravvivere, mentre quelle che fuggono spesso vengono uccise. Tuttavia, le tigri rimangono avversarie estremamente pericolose per i cuon, potendo uccidere un cuon con una sola zampata grazie alla loro forza fisica.
Kenneth Anderson, scrittore e naturalista, descrisse un evento del genere a cui assistette personalmente:
(Kenneth Anderson)
Il giorno seguente alla battaglia con i cuon, i resti della tigre furono trovati a circa cinque miglia dal luogo dello scontro iniziale, circondati dai corpi di cinque cuon morti.
I cuon sono noti per rubare prede ai leopardi, che, a loro volta, possono tentare di uccidere i cuon se li incontrano da soli o in coppia. Poiché i leopardi sono più piccoli delle tigri e rappresentano una minaccia maggiore per i cuon, questi tendono a reagire in modo più aggressivo verso di loro. Numerosi casi riportano leopardi costretti a rifugiarsi sugli alberi per sfuggire ai clan di cuon.
Un tempo si pensava che i cuon fossero un fattore significativo nel declino delle popolazioni di ghepardo asiatico. Tuttavia, questa teoria è discutibile, poiché i ghepardi tendono a evitare le zone di bosco fitto preferite dai cuon.
I cuon sono anche stati osservati molestare orsi dal collare e labiati, impedendo loro di rifugiarsi nelle caverne e mordendoli ai posteriori.
Sebbene i cuon siano generalmente antagonisti nei confronti dei lupi grigi, vi sono casi occasionali in cui le due specie cacciano insieme. In almeno un caso documentato,  un lupo solitario fu adottato da una coppia di cuon nel Debrigarh Wildlife Sanctuary.
I cuon formano talvolta gruppi misti con sciacalli dorati e, in casi rari, condividono prede o pasti con cani randagi. Nonostante ciò, i cani randagi possono rappresentare una minaccia per i cuon, essendo in grado di ucciderli in determinate circostanze.

### Malattie e parassiti
Il cuon è vulnerabile a numerose malattie, in particolare nelle aree in cui condivide l'habitat con altri canidi. Tra i patogeni contagiosi presenti nel suo areale figura Toxocara canis, spesso rilevato nelle sue feci. Inoltre, il cuon può contrarre gravi infezioni come rabbia, cimurro, rogna, tripanosomosi e parvovirus canino. È anche soggetto a infestazioni da endoparassiti, tra cui cestodi e nematodi, che possono compromettere la salute e la sopravvivenza della specie.

## Areale

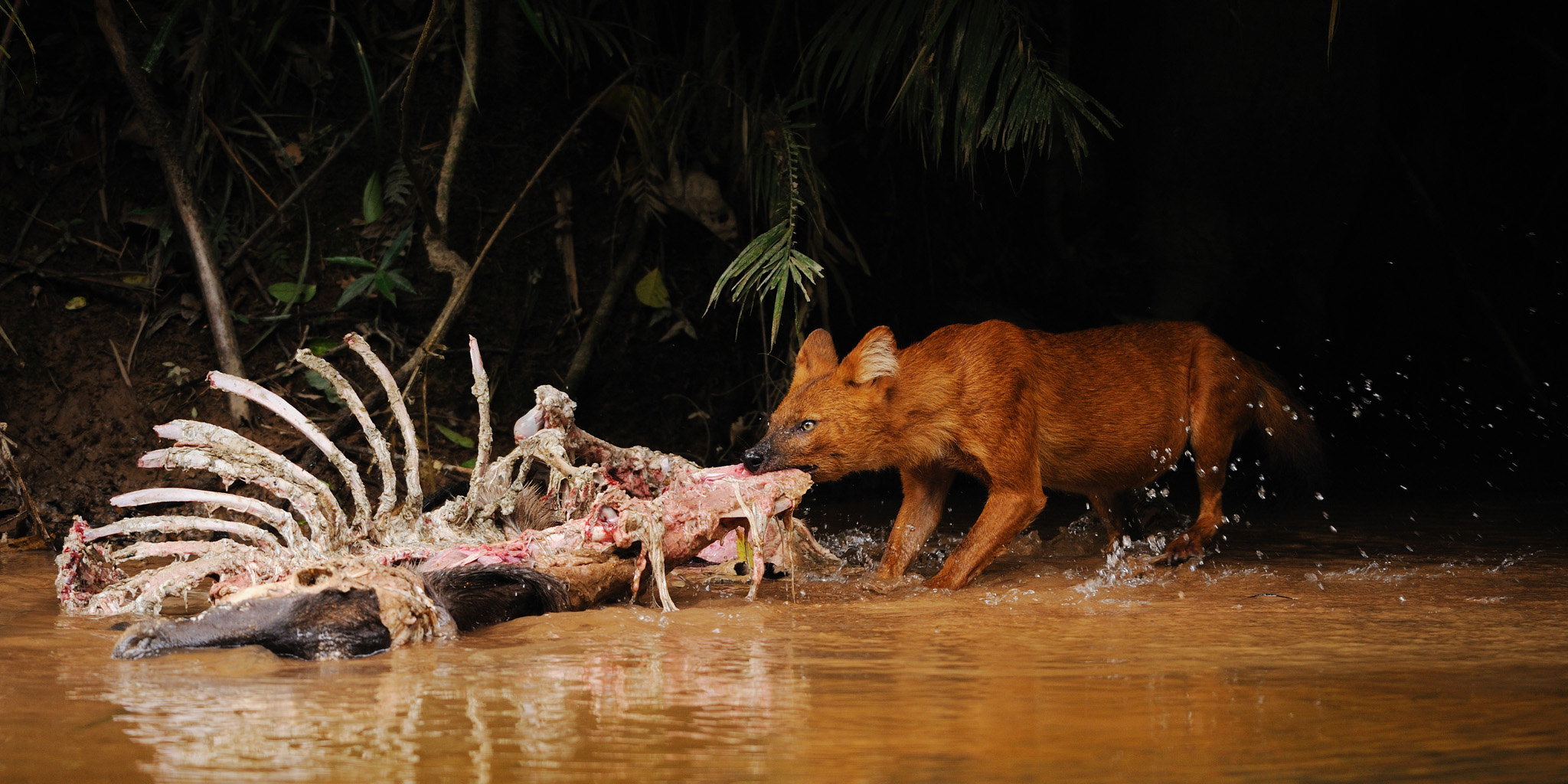
Cuon che si ciba d'una carcassa di sambar, Parco nazionale di Khao Yai.

Il cuon potrebbe essere ancora presente nel Parco Nazionale di Tunka, nei pressi del Lago Bajkal. Segnalazioni non confermate indicano la sua possibile presenza nella foresta protetta di Pikthsa-Tigrovy Dom, nel Territorio del Litorale, sebbene in altre zone della regione non vi siano avvistamenti affidabili sin dagli anni '70. Attualmente, non esistono segnalazioni recenti credibili di cuon in Russia, né in Mongolia, Kazakistan, Kirghizistan o Tagikistan.
Un esemplare è stato catturato nel distretto di Jiangxi, nella Cina meridionale, e tra il 2011 e il 2013 sono stati segnalati numerosi cuon a quote comprese tra i 2.000 e i 3500 metri nella Riserva Naturale di Taxkorgan, situata nella regione del Karakorum/Pamir nel Xinjiang, vicino ai confini con Pakistan, Tagikistan e Afghanistan. Avvistamenti sono stati riportati anche nell'Altyn-Tagh, vicino al Tibet.
Non è chiaro se il cuon sia ancora presente nel Tien Shan, sebbene vi siano segnalazioni di piccoli gruppi nel Gansu e almeno un clan avvistato nel Qilian Shan nel 2006. La specie sembra resistere in Tibet e potrebbe anche abitare in Corea del Nord, anche se mancano prove certe a sostegno di questa ipotesi.
Sebbene non vi siano segnalazioni recenti di cuon in Pakistan, la specie un tempo abitava le steppe alpine che si estendevano fino al Kashmir. Attualmente, in India, il cuon è presente principalmente a sud del Gange, soprattutto nelle pianure centrali e nei Ghati Occidentali ed Orientali degli stati meridionali. Nel nord-est del Paese, abita l'Arunachal Pradesh, l'Assam, il Meghalaya e il Bengala Occidentale.
Nell'Himalaya e nell'India nord-occidentale, lo stato della specie è precario, con popolazioni frammentate. Potrebbe essere ancora presente nella zona del Ladakh, nel Kashmir. In passato, i cuon erano comuni nella regione Terai della pianura indo-gangetica.
In Nepal, nel 2011, alcuni clan furono avvistati grazie a fotocamere trappola nei parchi nazionali di Chitwan e Kanchenjunga. In Bhutan, dopo una campagna di avvelenamento negli anni '70, la specie si è ripresa negli anni '90 e ora occupa il Parco Nazionale di Jigme Dorji
In Bangladesh, i cuon sono presenti nelle riserve forestali della zona di Sylhet, nel nord-est, e nei colli di Chittagong, nel sud-est. Tuttavia, è improbabile che rappresentino popolazioni stabili, poiché la maggior parte delle segnalazioni riguarda individui solitari o piccoli gruppi. Queste popolazioni sembrano essere in declino a causa della scarsità di prede.
La presenza del cuon in Birmania è stata confermata in undici aree, dove sembra che, insieme al leopardo, abbia rimpiazzato la tigre come predatore alfa. Tuttavia, il suo areale è frammentato in diverse regioni del Sud-est asiatico, tra cui la Penisola malese, Sumatra, Giava, Vietnam e Thailandia.
Nel 2014, la specie è stata confermata come presente in modo continuativo nel Parco Nazionale di Kerinci Seblat, a Sumatra. Un'indagine condotta con fotocamere trappola tra il 2008 e il 2010 nel Santuario Forestale di Khao Ang Rue Nai, in Thailandia, ha rilevato un clan in buona salute. Nel Laos settentrionale, nel 2012, i cuon sono stati oggetto di studi approfonditi nelle aree protette della regione.
Una popolazione isolata di cuon è stata segnalata negli anni '90 nelle regioni di Trebisonda e Rize, nella Turchia nordorientale, vicino al confine con la Georgia. Mentre alcune autorità hanno considerato questa segnalazione come valida, altre si sono mostrate scettiche.
Nel 2013, un esemplare fu abbattuto nella regione di Cabardino-Balcaria. Successivamente, nel 2015, una spedizione guidata dal Museo di Storia Naturale di Sofia tentò di confermare la presenza del cuon in Turchia, ma la ricerca non portò risultati conclusivi.

## Nella cultura

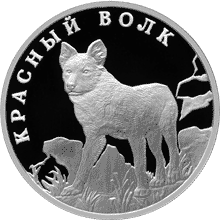
Rublo russo

Una cimasa sullo stupa di Bharhut, risalente al 100 a.C., raffigura tre cuon che costringono una persona o spirito a rifugiarsi su un albero, un comportamento simile a quello odierno quando i cuon attaccano le tigri. La feroce reputazione dell'animale è ben radicata nella cultura indiana, come dimostrano i suoi numerosi nomi peggiorativi in lingua hindi, traducibili come "diavolo rosso", "cane diavolo", "diavolo della giungla" o "mastino di Kālī".
Lo zoologo Leopold von Schrenck, durante le sue esplorazione nell'Amur, trovò difficoltà a ottenere esemplari di cuon, poiché i giliachi locali temevano molto l'animale. Questo timore, tuttavia, non era condiviso dai Tungusi, un popolo di cacciatori-raccoglitori. Von Schrenk ipotizzò che la differenza di atteggiamento fosse legata al diverso stile di vita dei due gruppi.
Creature simili ai cuon compaiono in numerosi testi europei antichi. Nelle saghe degli Ostrogoti, vengono raffigurati come cani infernali. I leggendari "cani demoniaci" che accompagnano Arlecchino nelle sacre rappresentazioni francesi medievali e i cani della foresta di Brocéliande sono stati associati ai cuon. Charles Hamilton Smith suggerì che i canidi feroci descritti dai Scaligeri a Montefalcone, raffigurati nello stemma della famiglia come due cani rossi, fossero ispirati ai cuon. Questi cani venivano descritti come diversi dai lupi per comportamento, vocalizzi e aspetto.
I cuon, col nome "dhole", appaiono nel racconto I cani rossi di Rudyard Kipling, incluso nel Secondo libro della giungla. Vengono rappresentati come animali aggressivi e sanguinari provenienti dal Deccan, intenti a invadere il territorio del branco di Seonee, la dimora di Mowgli e della sua famiglia adottiva di lupi. Nel racconto, i dhole sono descritti in branchi enormi, contenenti centinaia di esemplari, e persino Hathi, il capo degli elefanti, li teme.
Il popolo libero li odia per la loro distruttività, il disprezzo verso le tane e la peculiarità del pelo tra le dita. Con l'aiuto di Mowgli e del pitone Kaa, il popolo libero riesce a sterminarli, adescandoli in una trappola. I dhole vengono costretti a attraversare un'area infestata da api assassine e un fiume torrenziale che decima i loro numeri, per poi essere finiti dai lupi sopravvissuti.